# Neurocolpus nubilus
Neurocolpus nubilus är en insektsart som först beskrevs av Thomas Say 1832.  Neurocolpus nubilus ingår i släktet Neurocolpus och familjen ängsskinnbaggar. Inga underarter finns listade i Catalogue of Life.